# سالوادور لوپیس
سالوادور لوپیس (انگلیسی: Salvador Llopis; ۲ ژوئیهٔ ۱۹۵۰ – ۹ ژانویهٔ ۲۰۱۴) بازیکن فوتبال اهل اسپانیا بود.
از باشگاه‌هایی که در آن بازی کرده‌است می‌توان به باشگاه فوتبال والنسیا اشاره کرد.